# Tingloy
Tingloy é um município de  quinta classe de renda municipal (d) na província Batangas, nas Filipinas. De acordo com o censo de 1 de maio  de  2020 possui uma população de 19 215 pessoas e 5 103 domicílios.